# I Am (album, Pete Townshend)
I Am je kolaborační konceptuální tribute album Meheru Babovi, na kterém se podíleli Pete Townshend, Michael Da Costa a další.

## Seznam skladeb
| Strana 1 | Strana 1                                              | Strana 1                                      | Strana 1 |
| Pořadí   | Název                                                 | Umělec                                        | Délka    |
| -------- | ----------------------------------------------------- | --------------------------------------------- | -------- |
| 1.       | Forever's No Time at All (McInnerney, Nicholls)       | Billy Nicholls, Katie Mclnnerney, Caleb Quaye | 3:07     |
| 2.       | How to Transcend Duality and Influence People (Costa) | Mike Da Costa                                 | 1:21     |
| 3.       | Affirmation (Costa)                                   | Mike Da Costa                                 | 3:53     |
| 4.       | Baba O'Riley (Demo)                                   | Pete Townshend                                | 9:50     |

| Strana 2 | Strana 2                                | Strana 2       | Strana 2 |
| Pořadí   | Název                                   | Umělec         | Délka    |
| -------- | --------------------------------------- | -------------- | -------- |
| 5.       | This Song is Green (Nicholls)           | Billy Nicholls | 2:55     |
| 6.       | Everywhere I Look This Morning (Mindin) | Hank Mindin    | 4:50     |
| 7.       | Dragon (Hastilow)                       | David Hastilow | 4:55     |
| 8.       | Parvardigar (Meher Baba, Townshend)     | Pete Townshend | 6:48     |